# Promethes nigriventris
Promethes nigriventris är en stekelart som först beskrevs av Thomson 1890.  Promethes nigriventris ingår i släktet Promethes och familjen brokparasitsteklar. Arten är reproducerande i Sverige. Inga underarter finns listade i Catalogue of Life.